# Natasha St-Pier
Natasha St-Pier, de son vrai nom Natasha Saint-Pierre, née le 10 février 1981 à Bathurst au Nouveau-Brunswick (Canada), est une chanteuse et animatrice canadienne. Elle exerce la majeure partie de sa carrière en France.
Elle commence sa carrière très jeune au Canada, en sortant son premier single à 12 ans puis son premier album intitulé Émergence à 15 ans en 1996.
Sa carrière internationale démarre avec la version anglaise, au Royaume-Uni et au Canada, de la comédie musicale Notre-Dame de Paris, dans laquelle elle incarne le personnage de Fleur-de-Lys.
En 2001, choisie par France 3, elle représente la France au Concours Eurovision de la chanson avec le titre Je n'ai que mon âme avec lequel elle se classe 4e.
Elle connaît depuis lors une certaine popularité, notamment en France, grâce au succès de ses chansons parmi lesquelles Tu trouveras, Nos rendez-vous, Alors on se raccroche, Tant que c'est toi, Mourir demain, Un ange frappe à ma porte, Vivre d'amour. Elle a enregistré des duos (et trios) avec Pascal Obispo, Florent Pagny, Mickaël Miro, Anggun, Élisa Tovati, Sonia Lacen, Grégory Turpin, Les Stentors, Les Petits Chanteurs à la croix de bois, Mgr Jean-Michel Di Falco, Roch Voisine,Tony Carreira, Michel Fugain, Grégoire, Florent Mothe, Hélène Segara, Vincent Niclo, Anne Sila, Véronique Jannot, Jonathan Roy, Didier Barbelivien entre autres. Par ailleurs, elle a fait partie de la troupe des Enfoirés.
Elle est aussi animatrice de télévision et à la radio, en France et en Belgique, ayant notamment présenté sur France 3 l’émission de variétés Les Chansons d'abord en 2013-2014, commenté le Concours Eurovision de la chanson 2014 et exerçant sur AirZen Radio depuis 2021. Elle participe également à des émissions de télévision en tant que jurée (sélection française pour l'Eurovision, The Voice Belgique) et comme candidate notamment dans Mask Singer sur TF1, Les Traîtres sur M6, et Danse avec les stars, sur TF1, dont elle remporte la saison 13 en 2024.

## Biographie

### Famille
Née le 10 février 1981 à Bathurst au Nouveau-Brunswick (Canada), Natasha St-Pier grandit dans le village de Saint-Hilaire (Edmundston - Comté de Madawaska). Son père, Mario Saint-Pierre, enseignant, devient professeur dans une prison pour mineurs puis directeur de cette même prison avant de travailler au ministère de la Justice puis pour la sécurité publique. Il est maintenant retraité.
Sa mère, Rose-Marie Bard, une Acadienne, a été infirmière, avant de devenir directrice dans une maison de retraite puis inspectrice pour le ministère de la santé. Elle est aujourd’hui retraitée.
En avril 2013 sur Europe 1, dans l'émission Faites entrer l'invité présentée par Michel Drucker, Natasha St-Pier indique qu'elle est l'arrière-arrière-arrière-petite-cousine du pape Pie X,.

### Carrière

#### Débuts précoces au Canada
À 12 ans, son premier single est Le parcours du cœur. À 15 ans, elle sort en août 1996 son premier album Émergence (Il ne sait pas, Sans le savoir, Portés par la vague), réalisé par le compositeur-producteur canadien Steve Barakatt qui la fait connaître au Canada. À 17 ans, elle commence une carrière internationale, sous contrat avec le gérant d'artistes Guy Cloutier, en interprétant le rôle de Fleur-de-Lys (dans sa version anglaise au Royaume-Uni et au Canada, Julie Zenatti en France) dans la comédie musicale Notre-Dame de Paris.

#### Révélation en France (années 2000)
Le 3 avril 2001, Natasha St-Pier sort son deuxième album À chacun son histoire certifié disque d'or en France. Il contient Je n'ai que mon âme écrit et composé par Jill Kapler, pseudonyme de Robert Goldman (le frère de Jean-Jacques Goldman). Natasha St-Pier fait les premières parties de Garou à l'Olympia.
Natasha St-Pier est choisie par France Télévisions pour représenter la France au 46e Concours Eurovision de la chanson avec la chanson Je n'ai que mon âme. Dans le clip, elle interprète la chanson intégralement en français. Plusieurs jours avant le concours, dans les médias, elle laisse planer le doute quant à l'utilisation ou non de l'anglais lors de sa future interprétation sur la scène de l'Eurovision. Le 12 mai 2001, à Copenhague au Danemark, lors de son passage, tout en conservant le titre français, elle interprète la chanson pour les 2/3 en français et le dernier couplet en anglais. Elle obtient trois douze points attribués par la Bosnie-Herzégovine, le Portugal et la Russie. Natasha St-Pier se classe à la 4e place sur les vingt-trois pays participants, un résultat inégalé jusqu'à la 2e place de Barbara Pravi en 2021. Par ailleurs, Natasha St-Pier offre une septième 4e place à la France depuis la création du concours.
En 2002, sa collaboration avec Pascal Obispo pour l'album De l'amour le mieux (Tu trouveras, Nos rendez-vous) propulse Natasha St-Pier à son apogée, consacrée par un double disque de platine.
En 2003, elle enregistre la version espagnole Encontrarás (Tu trouveras) en duo avec Miguel Bosé, Cita sin amor (Nos rendez-vous) et Por probarlo todo (On peut tout essayer).
Lors des concerts de Johnny Hallyday au Parc des Princes en 2003 et la tournée qui suivie, elle interprète, en duo avec lui, la chanson J'oublierai ton nom,.
En 2004, l'opus L'Instant d'après, incluant les singles Mourir demain et Tant que c'est toi, est disque de platine.
En 2006, l'album suivant : Longueur d'ondes, contenant Un ange frappe à ma porteet Tant que j'existerai, est disque d'or. Elle interprète les chansons de Franklin et le Trésor du lac.

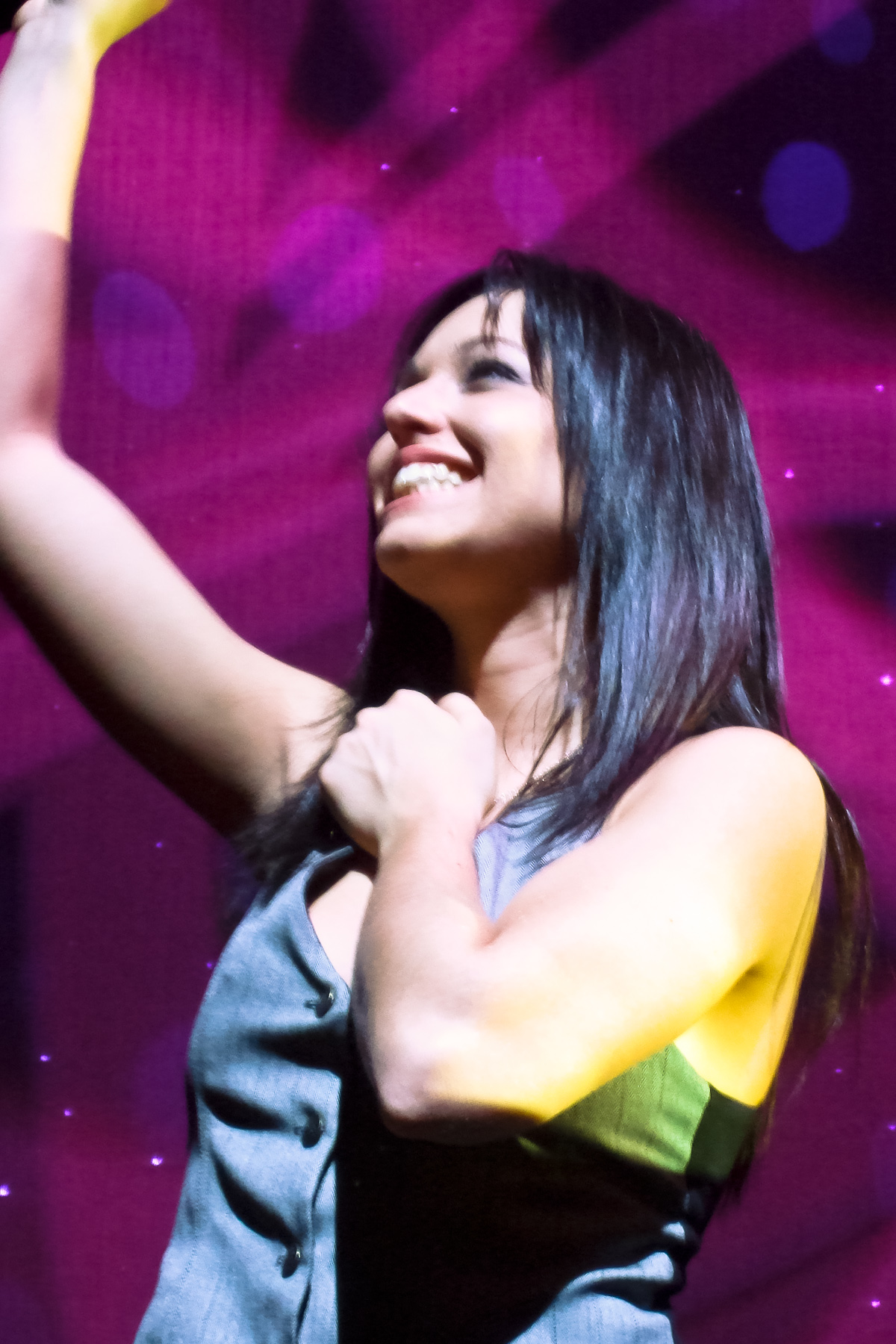
Natasha St-Pier à l'Olympia en 2007.

Le 14 mars 2006, avec Lara Fabian et Gage, elle est membre du jury présidé par Charles Aznavour de la sélection française pour le Concours Eurovision de la chanson. Ce prime-time intitulé Eurovision 2006, et si c'était vous ? diffusé en direct sur France 3 est présenté par Michel Drucker et Claudy Siar.
Natasha St-Pier part en tournée durant toute l'année 2006, en passant par l'Olympia cinq jours en mai qu'elle prolonge de trois dates en janvier 2007, par les plus grandes salles françaises.
En novembre 2008, son album Natasha St-Pier est réalisé par l'équipe de Pascal Obispo, ce dernier assurant les chœurs sur le premier single Embrasse-moi. La musique devient plus « urbaine ». Les paroles ont plus trait à sa propre vie.
En mars 2009, Natasha St-Pier apparaît dans deux épisodes de la série télévisée Seconde chance sur TF1, dans le rôle de Natasha, une chanteuse canadienne.
En novembre 2009, elle compile son premier best of intitulé Tu trouveras... 10 ans de succès incluant le single inédit L'Instant T.

#### Diversification (années 2010)
En 2010 et 2018, Natasha St-Pier est en tournée avec Confidences autour d'un piano avec son pianiste Jean Luc Leonardon. Elle est l'invitée de l'émission En vol avec l'armée de l'air présentée sur France 2 par Michel Drucker : à la base aérienne 113 Saint-Dizier-Robinson de Saint-Dizier, elle interprète Hero devant des pilotes de Rafale.
Le 2 mars 2011 sur AB1 et sur Club RTL, elle co-anime avec Jacky la soirée spéciale en hommage aux vingt ans de la disparition de Serge Gainsbourg lors du prime-time Gainsbourg, 20 ans déjà,.
En 2011, elle chante en duo sur le premier album de Mickaël Miro la chanson titre de l'album Juste comme ça[réf. nécessaire].
En 2012, elle anime We Love Céline avec Matthieu Delormeau sur NRJ 12.

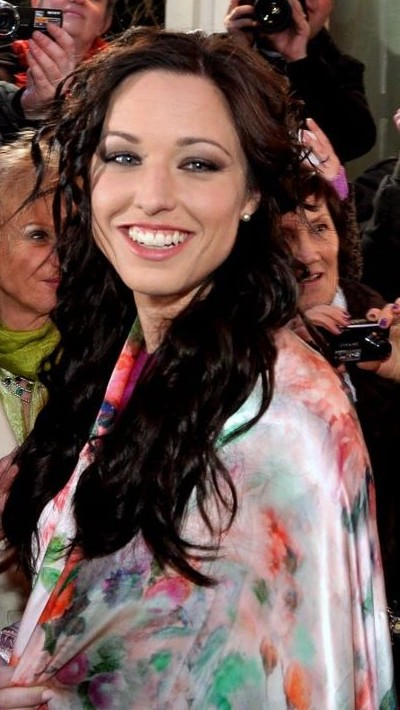
Natasha St-Pier à Champs-Élysées en 2012.

En 2012, son album Bonne Nouvelle comporte ce duo Juste comme ça. Aux côtés de Jean-François Breau et de Marie-Ève Janvier dans la comédie musicale Don Juan de Félix Gray, son interprétation d'Elvira est saluée par la critique.
La même année, à Paris, Natasha St-Pier, habillée d'une robe de geisha (芸者), inaugure le 20e Salon du chocolat

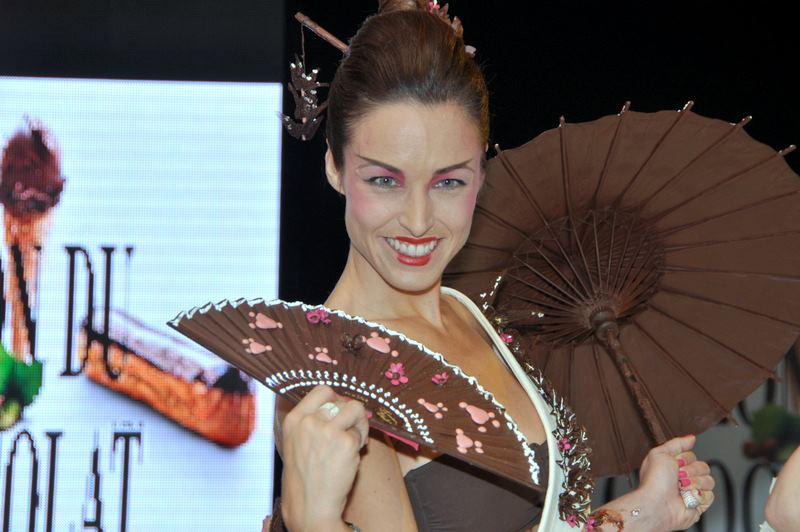
Natasha St-Pier défile au salon du chocolat en 2012.

En 2013, après l'émergence de Repose ton âme puis Je n'ai que mon âme, Natasha St-Pier retrouve la voie de la spiritualité avec l'album Thérèse, vivre d'amour sur des poèmes de jeunesse de la petite Thérèse de Lisieux,. L'album est disque de platine.
En mai 2013, elle participe à l'émission de divertissement Un air de star sur M6 où elle termine demi-finaliste.
En 2013, avec Hélène Ségara, Florent Pagny, Anggun, Vincent Niclo et Sonia Lacen, Natasha St-Pier enregistre le disque A Musical Affair du quatuor opéra pop Il Divo,.
Le 7 décembre 2013, Natasha St-Pier et Anggun interprètent en duo Vivre d'amour à l'auditorium Conciliazione au 21e Concerto di Natale (concert annuel de la Nativité) au Vatican en présence du pape François,.

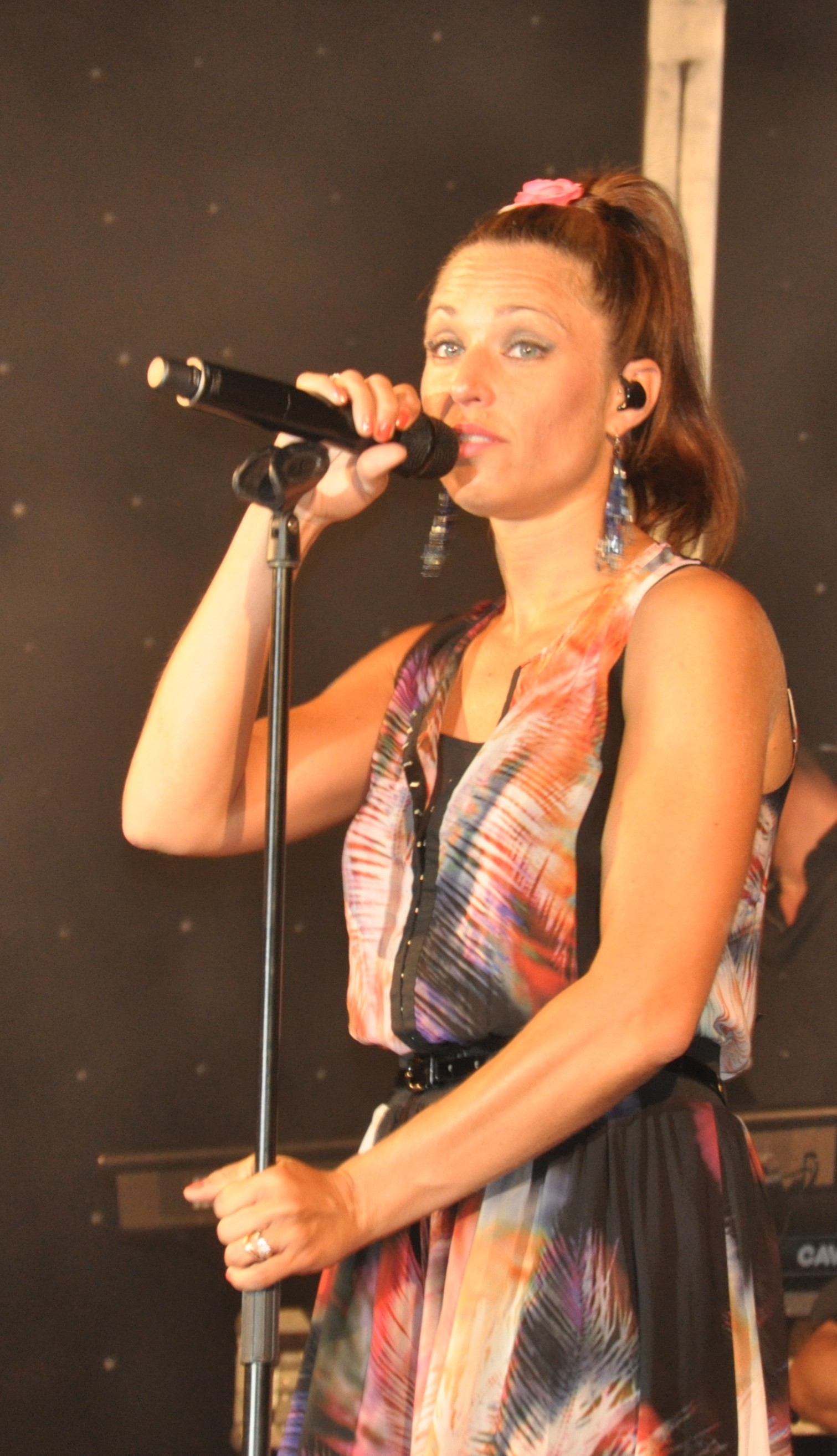
Natasha St-Pier à Cannes en 2013.

Du 8 septembre 2013 au 29 juin 2014, elle présente chaque dimanche vers 17 h sur France 3 l'émission Les Chansons d'abord. C'est dans cette émission que sont présentés, le 26 janvier 2014, les trois artistes en lice - précédemment sélectionnés - pour le concours de l'Eurovision 2014. Le 2 mars suivant, Natasha St-Pier annonce officiellement que le groupe Twin Twin est choisi par les téléspectateurs et les internautes pour représenter la France au Concours Eurovision 2014.
En 2013 et 2014, elle est jurée de la version francophone de The Voice Belgique.
Le 10 mai 2014, elle commente avec Cyril Féraud, pour France 3, la finale du 59e Concours Eurovision de la chanson à Copenhague.
Durant l'été 2014, elle s'essaie aussi à la radio en co-animant l'émission Ça ne manque pas d'airs avec Jean-Michel Zecca sur RTL.
À Saint-Gervais en 2014, elle est accompagnée par 400 choristes au festival Croches en Chœur.
Le 31 mars 2015, à Londres, Natasha St-Pier participe au concert Eurovision Song Contest's Greatest Hits célébrant les 60 ans de l'Eurovision diffusé sur France 2 et réunissant une quinzaine d'artistes gagnants ou ayant marqué l'histoire du concours. Elle interprète Je n'ai que mon âme (le premier tiers de la chanson en français et les deux-tiers en anglais). Deux danseurs se produisent autour d'elle. À la fin du spectacle avec tous les artistes participants, elle chante Waterloo du groupe ABBA.
En avril 2015, elle reprend la chanson Don't Cry for Me Argentina du film Evita dans l'album de reprises Les stars font leur cinéma.
En octobre 2015, elle chante en français, iroquois (Ani couni) et micmac, (Moweōme Aoimkoai) des chansons populaires de sa terre natale dans l'album intitulé Mon Acadie, (Cap Enragé, Évangéline).
En 2016, elle interprète Vers le ciel, la chanson du film Rebelle de l'album collectif We Love Disney 3.
En 2017, son abécédaire musical L'Alphabet des Animaux éveille l'intérêt ludique des plus jeunes pour une palette étendue de styles de musique.
En 2017 à l'Olympia , elle co-anime avec Charlie Clarck la 2e édition des Angels Music Awards qui récompensent en France la création musicale d'inspiration chrétienne. Elle interprète Vivre d’Amour (à 1 h 46 min 28 s) et Cap Enragé. La soirée est parrainée par Glorious ; elle est diffusée en direct sur la chaîne de Radio chrétienne francophone (RCF) et la télévision KTO.
En 2018, cinq ans après Thérèse, Vivre d'Amour qu'elle chante dans les cathédrales à Fleur-de-Lys, Natasha St-Pier célèbre, dans les lieux de culte, Thérèse de Lisieux – Aimer c’est tout donner,, un album mis en musique par le groupe Glorious.
Elle participe en 2019 à l'album Enfant du Vent de Cécile Corbel, avec qui elle chante sur la chanson V'là l'bon vent. Elle participe également à l'émission Mask Singer diffusée sur TF1. Elle y chante sous le costume du Cupcake et est éliminée en demi-finale, après cinq semaines de participation.

#### Maintien dans la polyvalence (années 2020)
Elle sort l’album Croire en 2020 réalisé par Thomas Pouzin du groupe Glorious dans lequel elle écrit deux textes Par amour et Peu m’importe mis en musique par Vincent Bidal (pianiste Jazz, compositeur et réalisateur. Album Sayé, Car de siècle, membre de OB2)
En 2021 l’album Je n’ai que mon âme voit le jour. Il s'agit d'une rétrospective musicale de ses plus grands succès réarrangés par Vincent Bidal.
Elle anime depuis octobre 2021 une émission de radio sur AirZen Radio, Namaste, le yoga avec Natasha St-Pier
Natasha St-Pier est de retour sur scène avec sa tournée Jeanne, basée sur l'histoire de Jeanne d'Arc. Accompagnée par son pianiste, la chanteuse propose un spectacle exceptionnel dans des lieux atypiques et empreints de spiritualité pour retracer la destinée héroïque de Jeanne d'Arc. L'album Jeanne est sorti en septembre 2022.
Le 26 avril 2024 elle remporte la saison 13 de Danse avec les stars sur TF1, avec son partenaire de danse Anthony Colette. Lors de cette édition du concours de danse, avant l'enregistrement du premier prime, Natasha et Inès Reg (autre candidate cette année-là) vivent une histoire conflictuelle qui fera les gros titres de plusieurs médias pendant quelques semaines, avant de s'apaiser[réf. nécessaire].
Le 11 mai 2024, lors du Concours Eurovision de la chanson elle est la porte-parole de la France, annonçant les points attribués par le jury français lors du vote final.
À la fin de 2024, elle participe à 10 représentations du spectacle : Les comédies musicales, le Grand Show dans plusieurs zéniths de France.
A partir de novembre 2024, dans le cadre des fêtes de Noël, Natasha St-Pier repart en tournée avec Les Petits Chanteurs à la Croix de Bois. Le même mois, Natasha St-Pier sort une réédition de son album de Noël, avec 4 nouveaux titres : Whispers of Christmas Magic.
En 2024, elle tourne pour deux séries de TF1 : dans la saison 12 de Léo Mattéï, Brigade des mineurs, elle incarne Anaïs, une artiste se produisant au Cabaret Bleu à Marseille et dans l'épisode Fiançailles au Paradis de Camping Paradis, elle interprète Charlotte, une mère célibataire.
À l'automne 2024, elle annonce d'une nouvelle tournée à venir en 2025-2026, « Mon histoire d’amour c‘est vous », une invitation à un voyage musical à travers la chanson française.

### Vie privée

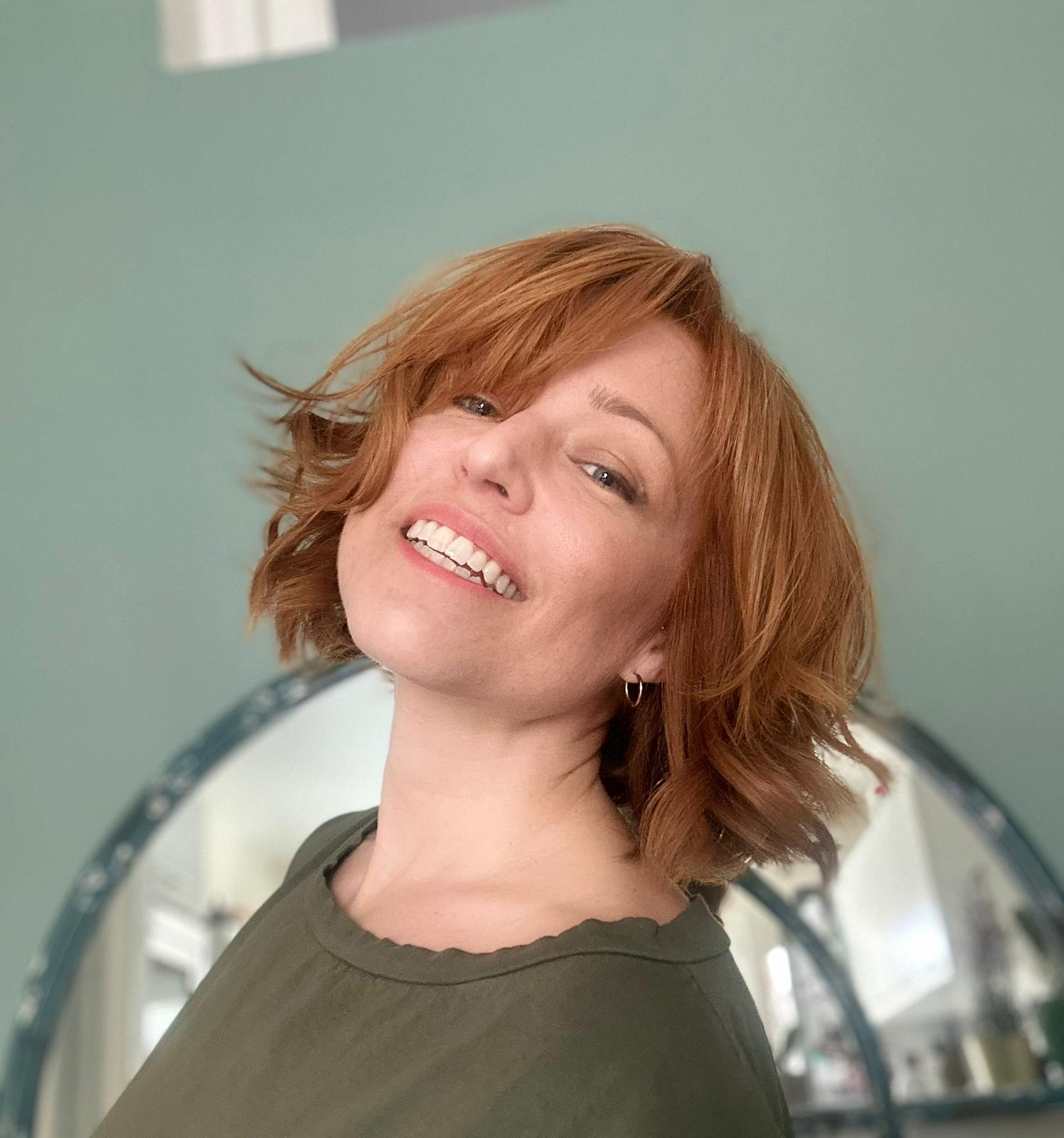
Natasha St-Pier (avril 2023).

En 2010, elle rencontre Grégory Quillacq de la brigade aquatique et subaquatique des sapeurs-pompiers de Paris à Djibouti et l'épouse en 2012,. Elle a un enfant prénommé Bixente Maxime, opéré du cœur avec succès,. Elle est diététicienne, végétarienne, de religion catholique,. Elle est également professeur de yoga et pratique la plongée sous-marine.
En février 2021, elle confie lors d'une interview être en procédure de divorce avec son mari. Elle partage désormais sa vie avec le pianiste Vincent Bidal.

### Engagements et participations

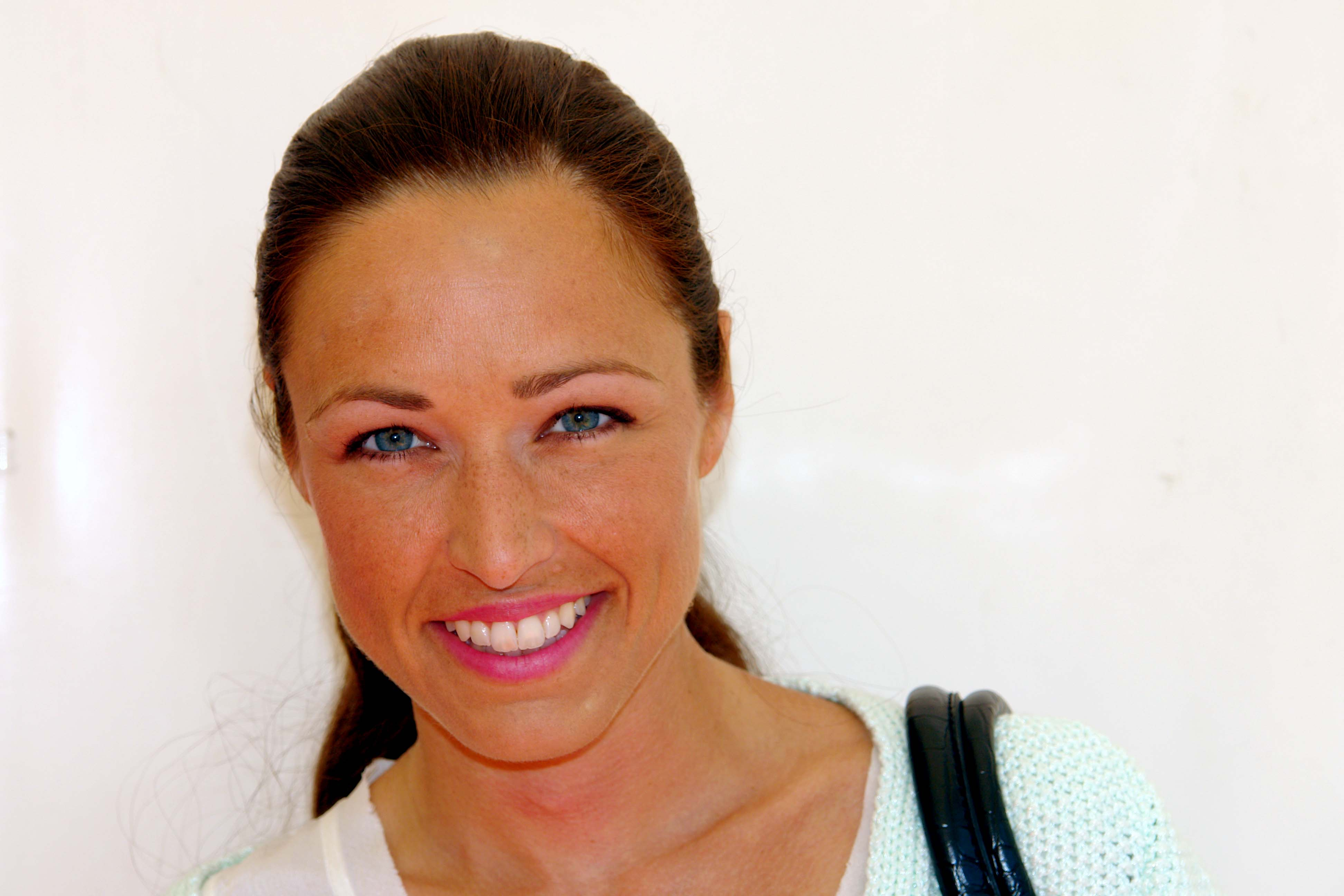
Natasha St-Pier en 2012 marraine du « beau vélo de Ravel ».

De 2003 à 2015 sauf en 2008 et 2012, Natasha St-Pier participe à onze concerts où elle accompagne 213 titres et interprète 75 chansons pour Les Enfoirés.
En janvier 2005, elle fait partie des artistes du collectif A.S.I.E qui interprètent le titre Et puis la terre, en faveur des sinistrés du séisme et du tsunami survenus en Asie le 26 décembre 2004.
En 2009, pour les 25 ans de lutte contre le sida, elle participe au single If (it's true) du collectif If.
En 2010, elle participe à la chanson Désolé sur une idée de Kery James avec Action contre la faim pour aider les victimes du séisme en Haïti.
En 2011, elle chante Alice au pays des merveilles sur l'album Il était une fois de Thierry Gali, en soutien de l'action de l'Unicef. La même année, elle participe au Collectif Paris-Africa qui regroupe 75 artistes et interprète notamment la chanson Des ricochets.
En 2012 et 2013, elle est marraine du « beau vélo de Ravel » en Belgique, depuis elle y est invitée régulièrement, pour promouvoir le vélo et le développement durable.
Au printemps 2013, pour soutenir l'Œuvre des Pupilles pour les Orphelins des sapeurs-pompiers de France, elle participe à l'émission Un air de star présentée par Karine Le Marchand sur M6. Le 3 janvier 2014, elle joue à N'oubliez pas les paroles ! sur France 2 avec Vincent Niclo pour la même association.
En 2014, avec sa meilleure amie Élodie Hesme, elle soutient le Relais pour la vie de la fondation contre le cancer à Mons.
En 2015, c'est la résurrection de la fée Elvire avec Renaître à la vie grâce à Martin et les Fées pour l'association Les Enfants de la Terre de la famille Noah.
En 2017, elle joue à N'oubliez pas les paroles ! sur France 2.
En 2018, avec Grégory Turpin, elle donne en avant-première un concert avec des chansons inédites de Thérèse de Lisieux – Aimer c’est tout donner en direct sur KTO à Paray-le-Monial pour le bénéfice de l'Office chrétien des personnes handicapées dans le cadre de la session d'été de la communauté de l'Emmanuel.
Natasha St-Pier est marraine de l'association Petit Cœur de Beurre,.
En 2020, elle est membre de Et demain ? Le collectif qui interprète la chanson Et demain ? en faveur de la Fondation Hôpitaux de Paris- Hôpitaux de France.
Le 13 septembre 2023, elle participe à l'émission de télévision Tous avec le Maroc sur la chaîne M6, à la suite du séisme de 2023 au Maroc.
En juillet 2024, Natasha St-Pier participe à l'émission Fort Boyard, aux côtés d'Ève Gilles, Sören Prévost, Paloma, Lolita Banana et Joseph Kamel, au profit de l'association Petit Coeur de Beurre qui soutient les personnes nées avec une cardiopathie congénitale.
Le 27 août 2024, à l'Agora du Port de Québec, Natasha St-Pier est à l'affiche du Grand Concert de la Francophonie, sous la direction musicale de Scott Price, partageant la scène avec Helena,  Isabelle Boulay, Mentissa, Jenifer, Roxane Bruneau, Stéphane, Véronic DiCaire, Patrick Bruel, Bruno Pelletier...
En septembre 2024, de nombreux artistes, dont Natasha St-Pier, Lorie Pester, Anthony Delon, Philippe Bas, Karima Charni se retrouvent aux Studios de l'Usine à Paris pour le tournage du clip Je garde le sourire ! de l'association Laurette Fugain qui lutte contre les leucémies.
En mars 2025, elle a été invitée sur le plateau de Star Académie (au Canada) pour y chanter, entre autres, Mourir demain et Tu trouveras.

## Discographie

### Singles
- 1996 : Il ne sait pas
- 1996 : Sans le savoir
- 1997 : Portés par la vague
- 2000 : À chacun son histoire
- 2000 : Et la fille danse
- 2000 : Tu m'envoles
- 2001 : Je n'ai que mon âme
- 2002 : Tu trouveras (duo avec Pascal Obispo)) (en espagnol : Encontrarás, duo avec Miguel Bosé)
- 2003 : Nos rendez-vous
- 2003 : Alors on se raccroche
- 2003 : Toi qui manques à ma vie
- 2003 : Por probarlo todo (No se pierde nada) (version espagnole de On peut tout essayer)
- 2003 : Tant que c'est toi
- 2004 : Quand on cherche l'amour
- 2004 : Mourir demain (duo avec Pascal Obispo)
- 2004 : Je te souhaite
- 2005 : J'avais quelqu'un
- 2006 : Un ange frappe à ma porte
- 2006 : Ce silence (duo avec Frédéric Chateau)
- 2006 : Tant que j'existerai (bande originale du film Franklin et le Trésor du lac)
- 2006 : J'oublie (radio uniquement)
- 2008 : Embrasse-moi
- 2008 : 1,2,3
- 2008 : L'Esprit de famille (radio uniquement)
- 2009 : L'instant T
- 2012 : Bonne Nouvelle
- 2012 : Juste comme ça (duo avec Mickaël Miro)
- 2013 : Vivre d'amour (duo avec Anggun)
- 2014 : Sous le vent (Onde eu for[95] reprise version franco-portugaise en duo avec Tony Carreira)
- 2014 : La vie ne s'arrête pas (duo single en Belgique avec Laurent Pagna)
- 2015 : Tous les Acadiens
- 2016 : Mon pays bleu
- 2018 : Aimer c'est tout donner
- 2018 : Le cantique des cantiques (duo avec Glorious)
- 2020 : Viens sois ma lumière
- 2020 : Sancta Maria[96]
- 2023 : Oh Happy Day[97]
- 2024 : Tu trouveras (version salsa franco-espagnole avec Agustín Galiana et DJ Youcef)[98]
- 2024 : Bons baisers de Fort-de-France
- 2025 : J'ai deux amours
- 2025 : Le Sud

### Certifications
C'est une récompense certifiée par le Syndicat national de l’édition phonographique (SNEP). Elle dépend d'un seuil de vente qui a fluctué pour s'adapter au marché digital en France :
- 2001 : À chacun son histoire : disque d'or[9]
- 2002 : De l'amour le mieux : double disque de platine[12]
- 2003 : L'Instant d'après : disque de platine[17]
- 2006 : Longueur d'ondes : disque d'or[19]
- 2013 : Thérèse, vivre d'amour : disque de platine[37]
- 2018 : Aimer c'est tout donner : disque d'or[99]

### Participations
- 2005 : Et puis la terre, Collectif A.S.I.E
- 2005 : Vivre ou survivre sur l'album 500 choristes avec...
- 2006 : album 500 choristes avec ... volume 2
- 2007 : Pour que tu sois libre avec Anggun
- 2007 : Pour arriver à moi avec Emmanuel Moire
- 2009 : Quand on aime on a toujours vingt ans avec Jean-Pierre Ferland
- 2011 : Album Libres de chanter pour Paroles de Femmes, duo avec Claire Keim
- 2011 : Collectif Paris Africa
- 2011 : La route avec Jonathan Roy
- 2011 : Juste comme ça avec Mickaël Miro
- 2011 : Les plus grands succès du spectacle musical de Félix Gray
- 2012 : La chanson du bébé avec Véronique Jannot
- 2012 : Best of avec Didier Barbelivien
- 2012 : Dis moi ce qui ne va pas avec Enrico Macias
- 2012 : Voyage en France par Les Stentors
- 2012 : Encontraras avec Papitwo
- 2013 : Mon tour de te bercer avec Roch Voisine
- 2013 : Aimer (A Musical Affair) avec Il divo
- 2014 : Les Enfants du Top 50 "Tandem"
- 2014 : Dolly Bibble et la plus belle histoire du monde
- 2014 : Sous le vent avec Tony Carreira
- 2015 : Martin et les fées
- 2015 : Hommage à Jean Ferrat : Des airs de liberté
- 2016 : We Love Disney 3
- 2016 : Mon Pays bleu avec Roger Whittaker
- 2017 : All I Want for Christmas Is You avec Les Stentors
- 2019 : Saraswati avec Aria
- 2019 : Vivre d'amour avec Les Petits Chanteurs à la Croix de Bois
- 2019 : Les Ferlandistes avec Jean-Pierre Ferland
- 2019 : V'la l'bon vent avec Cécile Corbel
- 2020 : Collectif Music Charity
- 2020 : En son nom avec Grégory Turpin
- 2020 : Puy du Fou et Nick Glennie-Smith feat. Natasha St-Pier
- 2021 : Ave Maria avec Les Petits Chanteurs à la Croix de Bois
- 2024 : Ces Filles avec Clara Morgane, MIMAA, Carla de Coignac
- 2024 : Rehab avec Chimène Badi

### Collaborations
Natasha St-Pier a collaboré avec plusieurs artistes.
Pascal Obispo compose pour elle plusieurs chansons et l'accompagne sur certaines comme Tu trouveras ou encore Longueur d'ondes, entre autres. Elle chante avec Pascal Obispo la chanson Mourir demain et enregistre les albums De l'amour le mieux, L'instant d'après et Longueur d'ondes avec sa complicité.
L'auteur Lionel Florence lui a écrit Comme dans un train, Quand on cherche l'amour ou encore Je te souhaite.
En 2004 elle participe à Amade - Chanter qu'on les aime feat. Corneille, Florent Pagny, Natasha St-Pier, Nolwenn Leroy, Yannick Noah, Jenifer, Chimène Badi, Diane Tell, Calogero, Bénabar, Tété, Diam's, Anthony Kavanagh, Nâdiya, Tragédie, Willy Denzey, Lokua Kanza, M. Pokora et Singuila.
En juin 2006, Frédéric Chateau est le principal auteur de l'album Longueurs d'onde qu'il signe sous le nom d'Asdorve. Il chante avec elle Ce silence.
Florent Pagny chante avec elle la chanson Là-bas de Jean-Jacques Goldman sur l'album De l'amour le mieux.
Steve Barakatt compose et réalise plusieurs chansons dont Friends sur l'album Émergence.
Avec Miguel Bosé, elle chante en duo la version espagnole de Tu trouveras, Encontrarás.
Élodie Hesme est la parolière de Pour le meilleur et Qu'y a-t-il entre nous? pour l'album L'instant d'après ainsi que de À l'amour comme à la guerre, Je fais comme si et Tiens moi à la vie pour l'album Longueur d'ondes.
Mickaël Miro chante en duo Juste comme ça, chanson titre du premier album du jeune chanteur incluse également dans Bonne nouvelle.
Siméo est le réalisateur du septième album Bonne Nouvelle. Il en écrit et compose la majeure partie des titres.
Grégoire est le compositeur des chansons sur les poèmes de Thérèse de Lisieux pour l'album Thérèse / Vivre d'Amour.
En 2014, elle interprète avec Mikelangelo Loconte la chanson Life is Life sur l'album pour enfants adapté de la Bible Dolly Bibble et la plus belle histoire du monde.
Roch Voisine interprète en duo la chanson thème du 4e Congrès mondial acadien 2014 intitulée Mon tour de te bercer.
En 2015, elle interprète la nouvelle chanson de L'Adieu sur la bande sonore de la Cinéscénie du Puy du Fou en Vendée.
En 2018, elle chante Le cantique des cantiques avec le groupe Glorious.
En 2019, elle reprend le poème de sainte Thérèse de Lisieux Vivre d'Amour sur l'album Comme un chant d'espérance des petits chanteurs à la croix de bois.
Elle lance une tournée de Noël en octobre 2019 en collaboration avec Grégory Turpin et Les petits chanteurs à la croix de bois.

## Émissions

### Participante / candidate
- 2001 : Concours Eurovision de la chanson 2001 : représentante de la France, classée 4e
- 2003-2007, 2009-2011, 2013-2015 : Les Enfoirés sur TF1 : membre de la troupe
- 2007 : Qui veut gagner des millions ? sur TF1 : candidate
- 2010 et 2025 : N'oubliez pas les paroles ! sur France 2 : candidate
- 2013 : Samedi soir on chante… sur TF1 : membre de la troupe
- 2013 : Un air de star sur M6 : demi-finaliste
- 2013 : Tout le monde aime la France sur TF1 : candidate
- 2015 : L'Œuf ou la Poule ? sur D8 : participante
- 2016 : A la Roots présenté par Stéphane Basset sur RTL9 et TV5 Monde : participante
- 2016 : Quatre mariages pour une lune de miel sur TF1 : invitée dans un épisode
- 2017 : Le Grand Blind Test sur TF1 : candidate
- 2019 : Saison 1 de Mask Singer sur TF1 : candidate, classée 5e
- 2020 : Saison 2 de Mask Singer sur TF1 : invitée de la finale
- 2020 : Tout le monde joue sur France 2
- 2023 : Saison 2 de Les Traîtres sur M6 : candidate
- 2024 : Saison 13 de Danse avec les stars sur TF1 : gagnante en duo avec Anthony Colette
- 2024 : Concours Eurovision de la chanson 2024 sur France 2 : porte-parole du jury français
- 2024 : Fort Boyard sur France 2 : candidate
- 2024 : Les Traîtres, révélations sur la suite… sur M6 animée par Juju Fitcats : chroniqueuse
- 2024 : Mask Singer Spécial Noël sur TF1 : participante sous le costume du Husky.
- 2025 : Murder Party au musée sur M6 : candidate

### Jurée
- 2006 : Eurovision 2006, et si c'était vous ? sur France 3
- 2013 et 2014 : The Voice Belgique (saisons 2 et 3) sur La Une : coach/jurée
- 2020 : Good Singers sur TF1
- 2021 : Eurovision France, c'est vous qui décidez ! sur France 2
- 2024 : Show me your Voice sur M6

### Animatrice

#### Télévision
- 2010 : Ça n'arrive pas qu'aux stars sur RTL9
- 2010 : Les stars chantent ... sur Virgin 17 : animatrice avec Olivier Cachin
- 2011 : Gainsbourg, 20 ans déjà sur AB1 avec Jacky
- 2012 : We Love Céline sur NRJ 12 avec Matthieu Delormeau
- 2013-2014: Les Chansons d'abord sur France 3
- 2014 : Concours Eurovision de la chanson sur France 3 : commentatrice avec Cyril Féraud
- 2023 : Le Grand Show de Noël avec Natasha St-Pier et ses amis sur CStar.

#### Radio
- 2014 : Ça ne manque pas d'airs sur RTL : animatrice avec Jean-Michel Zecca
- 2021-2023 : Namasté, le yoga avec Natasha St-Pier sur AirZen Radio
- Depuis 2023 : Dame de cœur sur AirZen Radio[101]

## Spectacles musicaux
- 2000 : Notre-Dame de Paris de Luc Plamondon et Richard Cocciante, adaptation Will Jennings, à Londres (anglophone) et au Québec (francophone).
- 2012 : à Montréal, elle joue Elvira[32] dans Don Juan de Félix Gray.
- 2014-2015 : au Palais des congrès de Paris, elle interprète Red Shoes Blues par la verdâtre méchante[n 6] sorcière de l'Ouest dans Le Magicien d'Oz[102] d'Andrew Lloyd Webber.
- 2024 :  Les comédies musicales, le Grand Show (10 représentations)

## Récompenses et nominations

### Gala de l'ADISQ
| Année | Catégorie                                              | Pour                                            | Résultat   |
| ----- | ------------------------------------------------------ | ----------------------------------------------- | ---------- |
| 2000  | album de l'année - populaire                           | À chacun son histoire                           | Nomination |
| 2001  | artiste québécois s'étant le plus illustré hors Québec | Natasha St-Pier                                 | Nomination |
| 2001  | interprète féminine de l'année                         | Natasha St-Pier                                 | Nomination |
| 2002  | album de l'année - meilleur vendeur                    | De l'amour le mieux                             | Nomination |
| 2002  | album de l'année - populaire                           | De l'amour le mieux                             | Nomination |
| 2002  | artiste québécois s'étant le plus illustré hors Québec | Natasha St-Pier                                 | Nomination |
| 2002  | chanson populaire de l'année                           | Je n'ai que mon âme                             | Lauréat    |
| 2002  | interprète féminine de l'année                         | Natasha St-Pier                                 | Nomination |
| 2003  | artiste québécois s'étant le plus illustré hors Québec | Natasha St-Pier                                 | Lauréat    |
| 2004  | artiste québécois s'étant le plus illustré hors Québec | Natasha St-Pier                                 | Nomination |
| 2006  | artiste québécois s'étant le plus illustré hors Québec | Natasha St-Pier                                 | Nomination |
| 2007  | chanson populaire de l'année                           | Laisser l'été avoir 15 ans (avec Claude Dubois) | Nomination |

### Prix Juno
| Année | Catégorie                    | Pour                | Résultat   |
| ----- | ---------------------------- | ------------------- | ---------- |
| 2003  | album francophone de l'année | De l'amour le mieux | Nomination |

### NRJ Music Awards
| Année | Catégorie                               | Pour                               | Résultat   |
| ----- | --------------------------------------- | ---------------------------------- | ---------- |
| 2003  | artiste féminine francophone de l'année | Natasha St-Pier                    | Nomination |
| 2004  | artiste féminine francophone de l'année | Natasha St-Pier                    | Nomination |
| 2005  | artiste féminine francophone de l'année | Natasha St-Pier                    | Nomination |
| 2005  | groupe/duo francophone de l'année       | Natasha St-Pier & Pascal Obispo    | Nomination |
| 2005  | chanson francophone de l'année          | Mourir demain (avec Pascal Obispo) | Nomination |

### Victoires de la musique
| Année | Catégorie                               | Pour                               | Résultat   |
| ----- | --------------------------------------- | ---------------------------------- | ---------- |
| 2003  | groupe ou artiste révélation de l'année | Natasha St-Pier                    | Lauréat    |
| 2003  | album de chansons/variétés de l'année   | De l'amour le mieux                | Nomination |
| 2005  | Vidéo-clip de l'année                   | Mourir demain (avec Pascal Obispo) | Nomination |

## Filmographie
Depuis 2005, Natasha St-Pier joue épisodiquement dans des séries télévisées ;
- 2005 - 2006 : Bonne fête, série réalisée par Stéphane Marelli
- 2009 : Seconde Chance, série télévisée (TF1) : Natasha, une chanteuse canadienne (dans deux épisodes)
- 2025 : Léo Mattéï, Brigade des mineurs, série réalisée par Nathalie Lecoultre (TF1) : Anaïs (saison 12)
- 2025 : Camping Paradis - saison 16, épisode 1 : Fiançailles au Paradis (TF1) : Charlotte.

## Livres / publications
- Natasha St-Pier, À chacun son histoire : De l'amour le mieux, Sony music France, 2003, 38 p. (ISBN 978-2-9534167-0-1)
- Natasha St-Pier (préf. Damien Bonnet), Mon petit coeur de beurre, Neuilly-sur-Seine, Michel Lafon, 2017, 253 p. (ISBN 978-2-7499-3257-6)
- Natasha St-Pier (ill. Sophie Truant), Yoga pour parents débordés, Flammarion, 10 février 2021, 192 p. (ISBN 978-2-0802-3670-8)
- Natasha St-Pier, Mes très chères saintes: Dix femmes inspirantes, Editions du Rocher, 17 septembre 2025, 240 p. (ISBN 978-2268112206)